# Hiragana

Comparaţie între caracterele hiragana (coloana din dreapta: "hi-ra-ga-na") şi caracterele katakana (coloana din stînga: "ka-ta-ka-na").

Silabarul hiragana este unul din cele două sisteme de scriere fonetică din limba japoneză, celălalt fiind katakana. Fiecare caracter hiragana reprezintă un grup de unul sau două foneme (sunete), în general o consoană urmată de o vocală, ca de exemplu sa, to, mi, etc. Aceste grupuri de sunete se numesc more (singular o moră), concept fonetic similar dar nu identic cu acela de silabă. Uneori consoana lipsește, caz în care vocala rămîne singură să formeze mora. Alteori rolul de consoană este jucat de o semivocală, din care limba japoneză are două: y și w. Un caz special este mora formată din consoana nazală n fără nici o vocală.
Caracterele hiragana se folosesc pentru redarea inflexiunilor verbale și adjectivale, scrierea particulelor, a cuvintelor care redate prin kanji (caractere împrumutate din chineză) ar fi prea dificile, etc.
Grafic cele două seturi de caractere fonetice, pe alocuri similare, se disting prin faptul că hiraganele au curbe mai rotunde de o eleganță feminină, în timp ce katakanele sunt formate predominant din linii drepte și colțuri cu o anumită duritate masculină.

## Sistemul de scriere hiragana
Cele 46 de caractere distincte care formează setul actual de hiragana pot reprezenta numai o parte din fonemele caracteristice limbii japoneze. Regulile de mai jos arată cum se scriu celelalte.
- Prin folosirea semnului diacritic numit dakuten (濁点) consoanele surde de la începutul morelor respective devin sonore ("ka" devine "ga", etc.). Grafic, acest semn se scrie ca două liniuțe cu aspectul ghilimelelor românești dispuse în partea de dreapta-sus a caracterului. În limbaj obișnuit japonezii numesc acest semn "ten-ten" (punct-punct). De remarcat că prin aplicarea dakuten-ului la seria de more care încep cu "h" se obține seria "b." Consoana surdă /h/ nu are în limba japoneză o variantă sonoră, în schimb varianta surdă a lui /b/ este /p/. Dakuten-ul transformă seria "k" în seria "g," "s" în "z," "t" în "d" și "h" în "b."

- Pentru scrierea seriei de more care încep cu /p/ se folosește un alt semn diacritic, numit handakuten (半濁点), de forma unui mic cerculeț așezat în dreapta sus a caracterelor din seria "h." În mod familiar acest semn este numit "maru" (rotund).

- Morele care conțin semivocala "y" între consoană și vocală, ca de exemplu "kya," se scriu din două caractere: hiragana consoanei respective cu vocala "i" și hiragana semivocalei "y" cu vocala dorită, aceasta din urma scrisă cu un caracter de dimensiuni mai mici. De exemplu, きゃ (kya) se compune dintr-un き (ki) de dimensiune normală și un や (ya) mic care apare grafic astfel: ゃ. Diferența grafică este importantă, dacă al doilea caracter se scrie normal pronunția este diferită: きや se citește "kiya." O diferență de un gen similar există și în limba română, dar nu se marchează în scris (a se compara "chia" din "chiar" și "Baba Dochia").

- Caracterul つ (tsu) scris de dimensiune redusă, っ, este folosit pentru marcarea dublării consonantice, prin scrierea lui înaintea morei a cărei consoană trebuie dublată. De exemplu "kata" se scrie かた, iar "katta" se scrie かった. Neoficial acest tsu mic poate să apară și la sfîrșitul unor cuvinte sau interjecții pentru a exprima surpriza, șocul, etc.

- Alungirea vocalelor se face prin scrierea vocalei respective, spre deosebire de silabarul katakana, unde există un caracter special pentru alungirea vocalică. De exemplu "obasan" (tanti) se scrie în hiragana おばさん, iar "obaasan" (bunică) se scrie おばあさん.

- În scrisul familiar mai pot apărea variantele de dimensiuni mici ale celor cinci vocale あ い う え お astfel ぁぃぅぇぉ, pentru a marca o prelungire a vocalelor nu atît cerută de regulile gramaticale cît datorată unui mod de vorbire tărăgănat sau în situații în care limba română folosește punctele de suspensie; de exemplu 綺麗だねぇ！ kirei da nee! înseamnă "Ce frumos!..."

- Limba japoneză nu are o serie de more cu consoana /f/ cu excepția lui "fu" din seria "h." Pentru a scrie totuși aceste sunete se folosește hiragana ふ (fu) urmată de varianta mică a vocalei dorite. De exemplu "fa" se scrie ふぁ. Întrucît cuvintele de origine străină se scriu de obicei cu katakana, aceste construcții apar rar, de exemplu în interjecții.

## Tabel
Tabelul următor prezintă totalitatea caracterelor Hiragana cu transliterarea in sistemul Hepburn, conform ordinii „gojūon”. 
|   | Monografe (gojūon)                  | Monografe (gojūon)                  | Monografe (gojūon)                  | Monografe (gojūon)                  | Monografe (gojūon)                  | Digrafe (yōon)                               | Digrafe (yōon)                               | Digrafe (yōon)                               |  |
| a | i                                   | u                                   | e                                   | o                                   | ya                                  | yu                                           | yo                                           |                                              |  |
| - | ----------------------------------- | ----------------------------------- | ----------------------------------- | ----------------------------------- | ----------------------------------- | -------------------------------------------- | -------------------------------------------- | -------------------------------------------- |  |
| ∅ | あ a [a]                            | い i [i]                            | う u [u͍]                            | え e [e]                            | お o [o]                            |                                              |                                              |                                              |  |
| K | か ka [ka]                          | き ki [ki]                          | く ku [ku͍]                          | け ke [ke]                          | こ ko [ko]                          | きゃ kya [kʲa]                               | きゅ kyu [kʲu͍]                               | きょ kyo [kʲo]                               |  |
| S | さ sa [sa]                          | し shi [ɕi]                         | す su [su͍]                          | せ se [se]                          | そ so [so]                          | しゃ sha [ɕa]                                | しゅ shu [ɕu͍]                                | しょ sho [ɕo]                                |  |
| T | た ta [ta]                          | ち chi [t͡ɕi]                        | つ tsu [t͡su͍]                        | て te [te]                          | と to [to]                          | ちゃ cha [t͡ɕa]                               | ちゅ chu [t͡ɕu͍]                               | ちょ cho [t͡ɕo]                               |  |
| N | な na [na]                          | に ni [nʲi]                         | ぬ nu [nu͍]                          | ね ne [ne]                          | の no [no]                          | にゃ nya [nʲa]                               | にゅ nyu [nʲu͍]                               | にょ nyo [nʲo]                               |  |
| H | は ha (de asemenea "wa")[ha]        | ひ hi [çi]                          | ふ fu [ɸu͍]                          | へ he [he]                          | ほ ho [ho]                          | ひゃ hya [ça]                                | ひゅ hyu [çu͍]                                | ひょ hyo [ço]                                |  |
| M | ま ma [ma]                          | み mi [mi]                          | む mu [mu͍]                          | め me [me]                          | も mo [mo]                          | みゃ mya [mʲa]                               | みゅ myu [mʲu͍]                               | みょ myo [mʲo]                               |  |
| Y | や ya [ja]                          |                                     | ゆ yu [ju͍]                          |                                     | よ yo [jo]                          |                                              |                                              |                                              |  |
| R | ら ra [ɽa]                          | り ri [ɽi]                          | る ru [ɽu͍]                          | れ re [ɽe]                          | ろ ro [ɽo]                          | りゃ rya [ɽʲa]                               | りゅ ryu [ɽʲu͍]                               | りょ ryo [ɽʲo]                               |  |
| W | わ wa [wa]                          | ゐ i/wi [i]                         |                                     | ゑ e/we [e]                         | を o/wo (particulă)[o]              |                                              |                                              |                                              |  |
|   |                                     |                                     |                                     |                                     |                                     |                                              |                                              |                                              |  |
| * | ん n [n] [m] [ŋ] [ɴ] [ũ͍] [ĩ]        | ん n [n] [m] [ŋ] [ɴ] [ũ͍] [ĩ]        | ん n [n] [m] [ŋ] [ɴ] [ũ͍] [ĩ]        | ん n [n] [m] [ŋ] [ɴ] [ũ͍] [ĩ]        | ん n [n] [m] [ŋ] [ɴ] [ũ͍] [ĩ]        | っ (consoana este geminată)                  | ゝ (silaba este dublată și surdă)            | ゞ (silaba este dublată și sonoră)           |  |
|   |                                     |                                     |                                     |                                     |                                     |                                              |                                              |                                              |  |
|   | Diacritici (gojūon cu (han)dakuten) | Diacritici (gojūon cu (han)dakuten) | Diacritici (gojūon cu (han)dakuten) | Diacritici (gojūon cu (han)dakuten) | Diacritici (gojūon cu (han)dakuten) | Digrafe cu diacritici (yōon cu (han)dakuten) | Digrafe cu diacritici (yōon cu (han)dakuten) | Digrafe cu diacritici (yōon cu (han)dakuten) |  |
| a | i                                   | u                                   | e                                   | o                                   | ya                                  | yu                                           | yo                                           |                                              |  |
| G | が ga [ɡa]                          | ぎ gi [ɡi]                          | ぐ gu [ɡu͍]                          | げ ge [ɡe]                          | ご go [ɡo]                          | ぎゃ gya [ɡʲa]                               | ぎゅ gyu [ɡʲu͍]                               | ぎょ gyo [ɡʲo]                               |  |
| Z | ざ za [za]                          | じ ji [d͡ʑi]                         | ず zu [zu͍]                          | ぜ ze [ze]                          | ぞ zo [zo]                          | じゃ ja [d͡ʑa]                                | じゅ ju [d͡ʑu͍]                                | じょ jo [d͡ʑo]                                |  |
| D | だ da [da]                          | ぢ (ji) [d͡ʑi]                       | づ (zu) [zu͍]                        | で de [de]                          | ど do [do]                          | ぢゃ (ja) [d͡ʑa]                              | ぢゅ (ju) [d͡ʑu͍]                              | ぢょ (jo) [d͡ʑo]                              |  |
| B | ば ba [ba]                          | び bi [bi]                          | ぶ bu [bu͍]                          | べ be [be]                          | ぼ bo [bo]                          | びゃ bya [bʲa]                               | びゅ byu [bʲu͍]                               | びょ byo [bʲo]                               |  |
| P | ぱ pa [pa]                          | ぴ pi [pi]                          | ぷ pu [pu͍]                          | ぺ pe [pe]                          | ぽ po [po]                          | ぴゃ pya [pʲa]                               | ぴゅ pyu [pʲu͍]                               | ぴょ pyo [pʲo]                               |  |
| V |                                     |                                     | ゔ vu [v(u͍)]                        |                                     |                                     |                                              |                                              |                                              |  |

Caracterele scrise în gri nu se mai folosesc astăzi. În situațiile în care fonemele respective apar în cuvinte de origine străină, acestea se transcriu folosind câte două caractere, „wi” scriindu-se „u-i” iar „we” scriindu-se „u-e”.

## Pronunție
Tabelul de mai jos cuprinde toate caracterele silabarului hiragana precum și cele mai frecvente combinații. În dreapta fiecărei hiragana este scrisă pronunția respectivă, în transcrierea Hepburn care se bazează pe pronunția consoanelor ca în engleză și a vocalelor ca în majoritatea limbilor romanice. De aceea, de exemplu hiragana ち este transcrisă „chi” cu intenția de a sugera pronunția ca în cuvântul englezesc „children”. Pentru vorbitorii de limba română o transcriere mai adecvată ar fi „ci” ca în cuvântul „cireșe”. Nu este recomandată însă crearea mai multor sisteme de transcriere paralele, cu atît mai mult cu cît în Japonia sistemul Hepburn este astăzi universal acceptat.
Cu câteva excepții pentru particulele  は, を, și へ (în mod normal „ha”, „wo” și „he”, dar în loc pronunțate ca „wa”, „o” și „e”, respectiv) și câteva reguli arbitrare, hiragana este o ortografie fonemică, adică fiecărui caracter kana îi corespunde un sunet. 
Există două caractere hiragana pronunțate „ji” (じ și ぢ) și două hiragana pronunțate „zu” (ず and づ), dar pentru a le distinge, mai ales în scriere, uneori ぢ este scrisă ca „di” și づ este scrisă ca „du”. Aceste perechi nu se pot schimba între ele. De obicei, „ji” este scrisă ca じ și „zu” este scrisă ca ず. Există câteva excepții. Dacă primele două silabe ale unui cuvânt constau dintr-o silabă fără dakuten și aceeași silabă cu un dakuten, aceeași hiragană este folosită pentru a scrie sunetele. De exemplu, „chijimeru” ("a se fierbe" sau "a se micșora") este scris ちぢめる și „tsuzuku” ("a continua") este つづく. Pentru cuvintele compuse în care dakutenul reflectă sonorizarea rendaku, se folosește caracterul hiragana original. De exemplu, „chi” (血 'sânge') este scris ち în hiragana simplu. Atunci când 鼻 „hana” ("nas") și 血 „chi” ("sânge") se combină pentru a crea cuvântul „hanaji” („sângerarea nasului”), sunetul 血 se schimbă de la „chi” la „ji”. Deci „hanaji” este scris はなぢ în conformitate cu ち: hiragana de bază folosit pentru a transcrie 血. În mod similar, „tsukau” (使 う / 遣 う; "a utiliza") este scris つかう în hiragana, deci „kanazukai” (仮名遣い; "ortografie kana") este scris かなづかい în hiragana.
Cu toate acestea, acest lucru nu se aplică în cazul în care kanji sunt utilizați în mod fonetic pentru a scrie cuvinte care nu se referă direct la semnificația lor (vezi și ateji). Cuvântul japonez pentru „fulgere”, de exemplu, este „inazuma” (稲妻). Componenta 稲 înseamnă „planta de orez”, este scris いな în hiragana și este pronunțată „ina”. Componenta 妻 înseamnă „soție” și se pronunță „tsuma” (つま) atunci când este scrisă în mod izolat - sau frecvent ca zuma (ずま) atunci când este prezentă după o altă silabă. Nici una dintre aceste componente nu are nimic de a face cu "fulgerul". În acest caz, se folosește ortografia implicită în hiragana いなずま și nu いなづま.
Niciun cuvânt japonez standard nu începe cu kana ん („n”). ん este în mod normal tratat ca o silabă de sine stătătoare și este separat de celălalte kana bazate pe sunetul „n” („na”, „ni” etc.). O excepție notabilă este conjugarea verbală negativă colocvială; de exemplu わからない „wakaranai” însemnând "[eu] nu înțeleg" este redat ca わからん „wakaran”. Totuși, nu este o contracție a primului, ci vine din conjugarea clasică a verbului negativ ぬ „nu” (わからぬ „wakaranu”).
ん este uneori urmată direct de o vocală (a, i, u, e sau o) sau o aproximație palatală (ya, yu sau yo). Acestea sunt în mod clar diferite de silabele na, ni etc. și există perechi minime, cum ar fi んんえん „kin'en” "fumat interzis", きねん „kinen” "comemorare", きんねん kinnen "ultimii ani". În romanizarea lui Hepburn, ele se disting printr-un apostrof, dar nu toate metodele de romanizare fac distincția. De exemplu, primul nume al premierului Junichiro Koizumi este de fapt じゅんいちろう "Jun'ichirō" pronunțat [d͡ŧu͍ũ͍it͡ɕiɾoː].
Există câteva caractere hiragana care sunt rareori folosite. ゐ „wi” și ゑ „we” nu mai sunt utilizate. ゔ „vu” este un adaos modern folosit pentru a reprezenta sunetul / v / din alte limbi, cum ar fi limba engleză, dar din moment ce japoneza din punct de vedere fonologic nu are sunetul / v /, ea este pronuntata ca / b /. Cu toate acestea, este rar văzută deoarece împrumuturile și cuvintele transliterate sunt de obicei scrise în katakana, unde personajul corespunzător va fi scris ca ヴ. ぢゃ, ぢゅ, ぢょ pentru „ja” / „ju” / „jo” sunt teoretic posibile în rendaku, dar practic nu sunt niciodată folosite. De exemplu, 日本中 „în Japonia” ar putea fi scris ca にほんぢゅう, dar este aproape întotdeauna scris ca にほんじゅう.

## Istorie
Silabarul hiragana are la origine scrierea man'yōgana, care folosea caracterele chinezești nu pentru valoarea lor semantică, ci pentru cea fonetică. Nu se poate spune precis cînd a început practicarea acestui mod de scriere, dar foarte probabil acesta a apărut înainte de secolul al VI-lea. Inițial pentru același sunet existau mai multe forme grafice, alegerea lor fiind liberă și făcîndu-se adesea în funcție de context și de înțelesul caracterelor chinezești respective.
Forma caracterelor hiragana derivă din anumite caractere man'yōgana scrise în stilul cursiv (sōsho, textual „scris ca iarba”) practicat mai ales de femei, în care diferitele elemente ale caracterelor chinezești sînt combinate, înlănțuite și contopite prin mișcarea fluidă a pensulei pe hîrtie. Tabelul de mai jos arată cum a avut loc tranziția de la caracterele chinezești, redate aici în stilul kaisho (normal, standard), prin intermediul caracterelor man'yōgana (în roșu, în stilul cursiv sōsho), pînă la forma de azi a caracterelor hiragana. Ordinea coloanelor de silabe este cea tradițională, de la dreapta la stînga.
Când a fost dezvoltat pentru prima oară, hiragana nu a fost acceptată de toată lumea. Educații sau elitele preferau să folosească numai sistemul kanji. Din punct de vedere istoric, în Japonia, forma scrisă a caracterelor (kaisho) a fost folosită de bărbați și numită „otokode” (男手), "scrierea bărbaților", în timp ce forma cursivă a kanji (sōsho) a fost folosită de femei. Prin urmare, hiragana a câștigat mai întâi popularitate în rândul femeilor, care, în general, nu aveau acces la aceleaș nivel de educație ca și bărbații. Astfel, hiragana a fost folosită pe scară largă în rândul femeilor, în principal pentru scrierea literaturii personale.  Din această cauză vine numele alternativ al „onnade” (女手) "scris de femei".
Hiragana a fost folosită pentru scrierea neoficială, cum ar fi scrisorile personale, în timp ce katakana și chineza au fost folosite pentru documente oficiale. În epoca modernă, utilizarea hiragana a devenit amestecată cu scrierea katakana. Katakana este utilizată acum pentru cuvintele recent împrumutate (adică din secolul al XIX-lea, din alte limbi decât chineza), transliterarea numelor, numele animalelor, în telegrame și pentru accentuare.

## Ordinea și direcția de scriere
Tabelul următor indică ordinea de scriere a fiecărui caracter Hiragana. 